# Frances Pomeroy Naismith Award

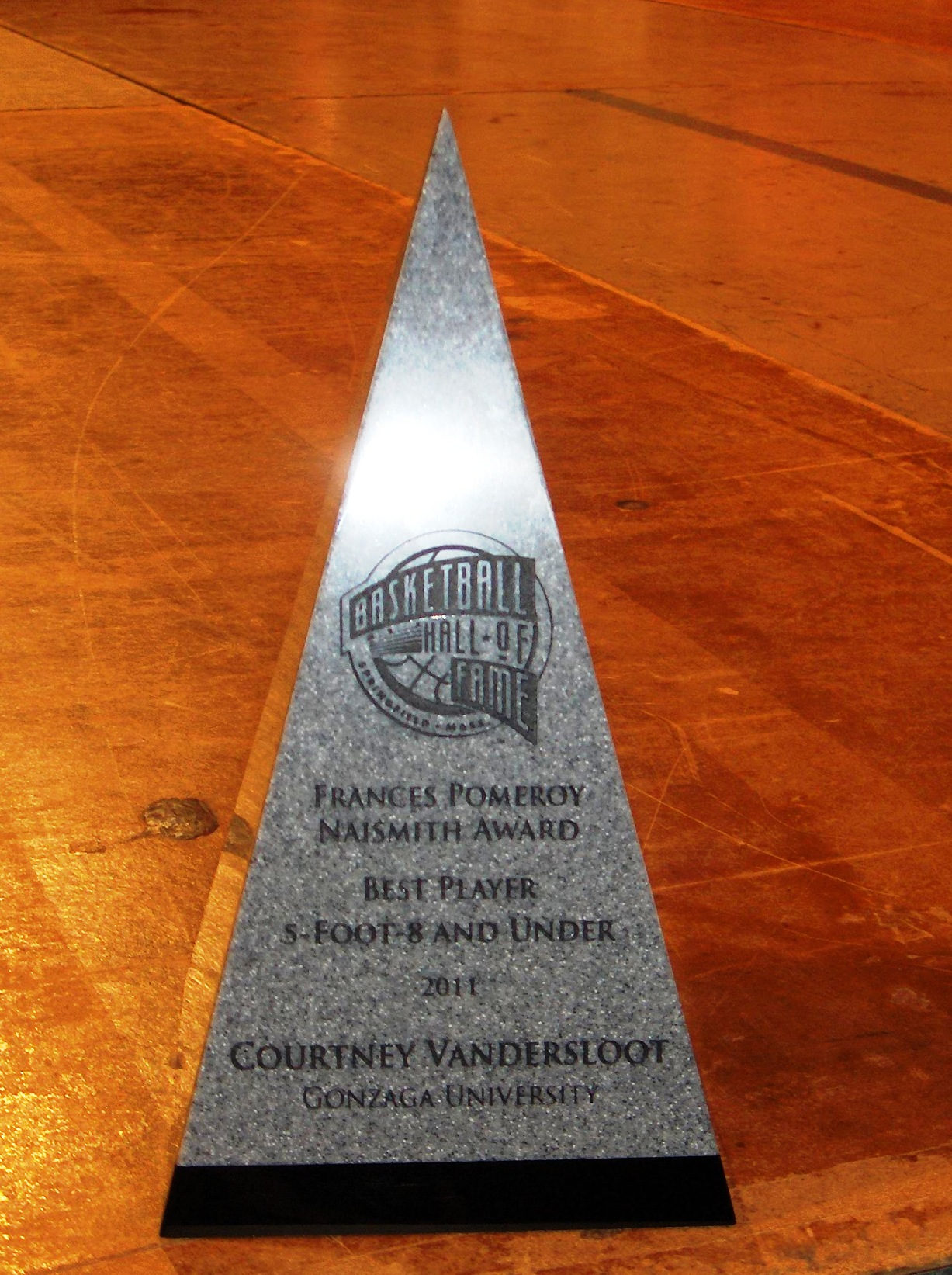
Frances Pomeroy Naismith Award

O Frances Pomeroy Naismith Award é um prêmio anual do basquetebol universitário norte-americano, que se concede ao jogador que, com una estatura inferior a media, mais se destacou ao longo da temporada.
O prêmio é assim denominado em homenagem a filha de James Naismith, que é o inventor do basquetebol. Ele é entregue desde 1969 (Masculino) e 1984 (Feminino). Na categoria masculina, o prêmio é entregue ao jogador que tenha a estatura até 1,83 metros, e é concedido pela NABC. Já na categoria femenina, a estatura limite é 1,73m, e é concedido pela WBCA.
Até 2011, apenas 2 universidades conseguiram repetir o troféu entre os homens
("St. John's Red Storm" e "UCLA Bruins"), e cinco entre as mulheres, ("Connecticut Huskies", "Gonzaga Bulldogs", "Johns Hopkins University", "Notre Dame Fighting Irish" e "Penn State Nittany Lions".

## Ganhadores

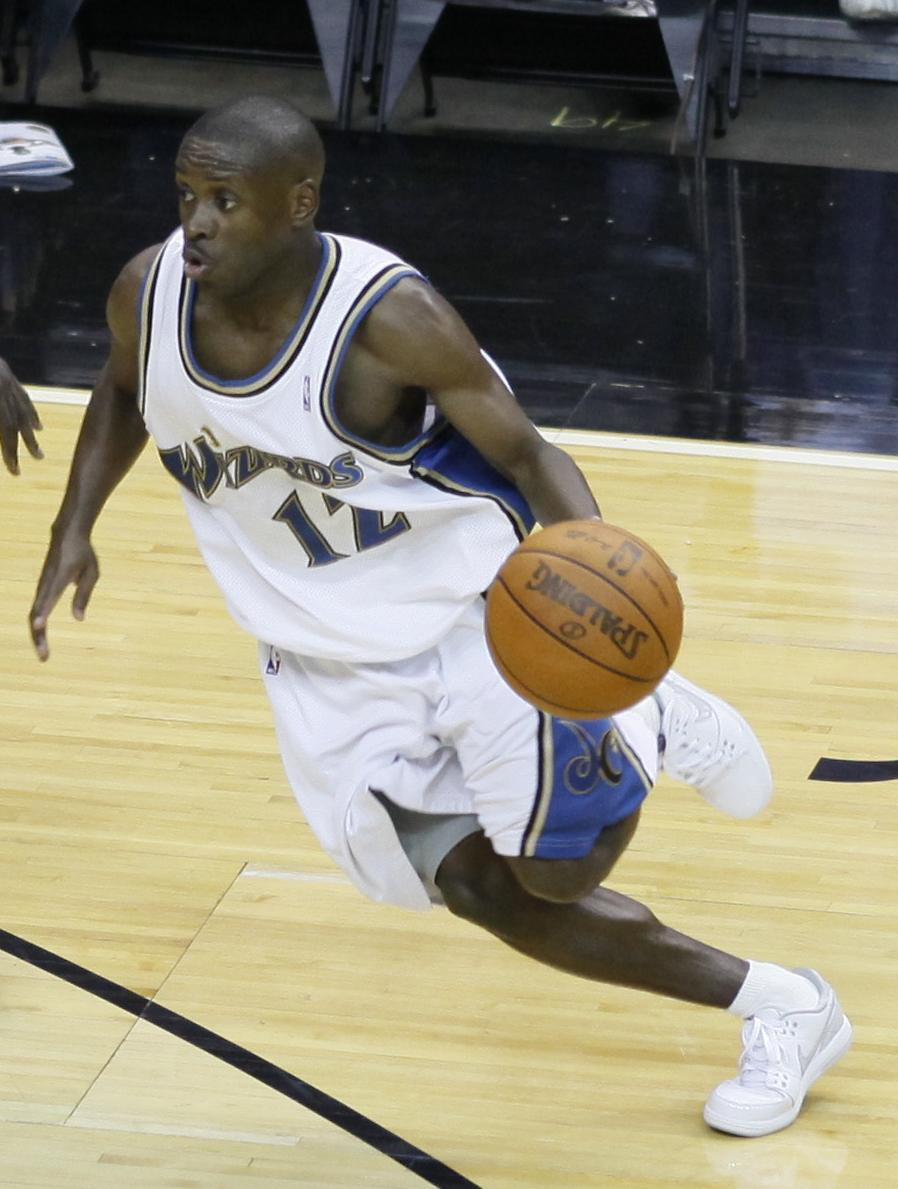
Earl Boykins (1.65m) com a camisa do Washington Wizards. Vencedor em 1997 pela "Eastern Michigan University". Ele é o terceiro jogador mais baixo a receber o prêmio.

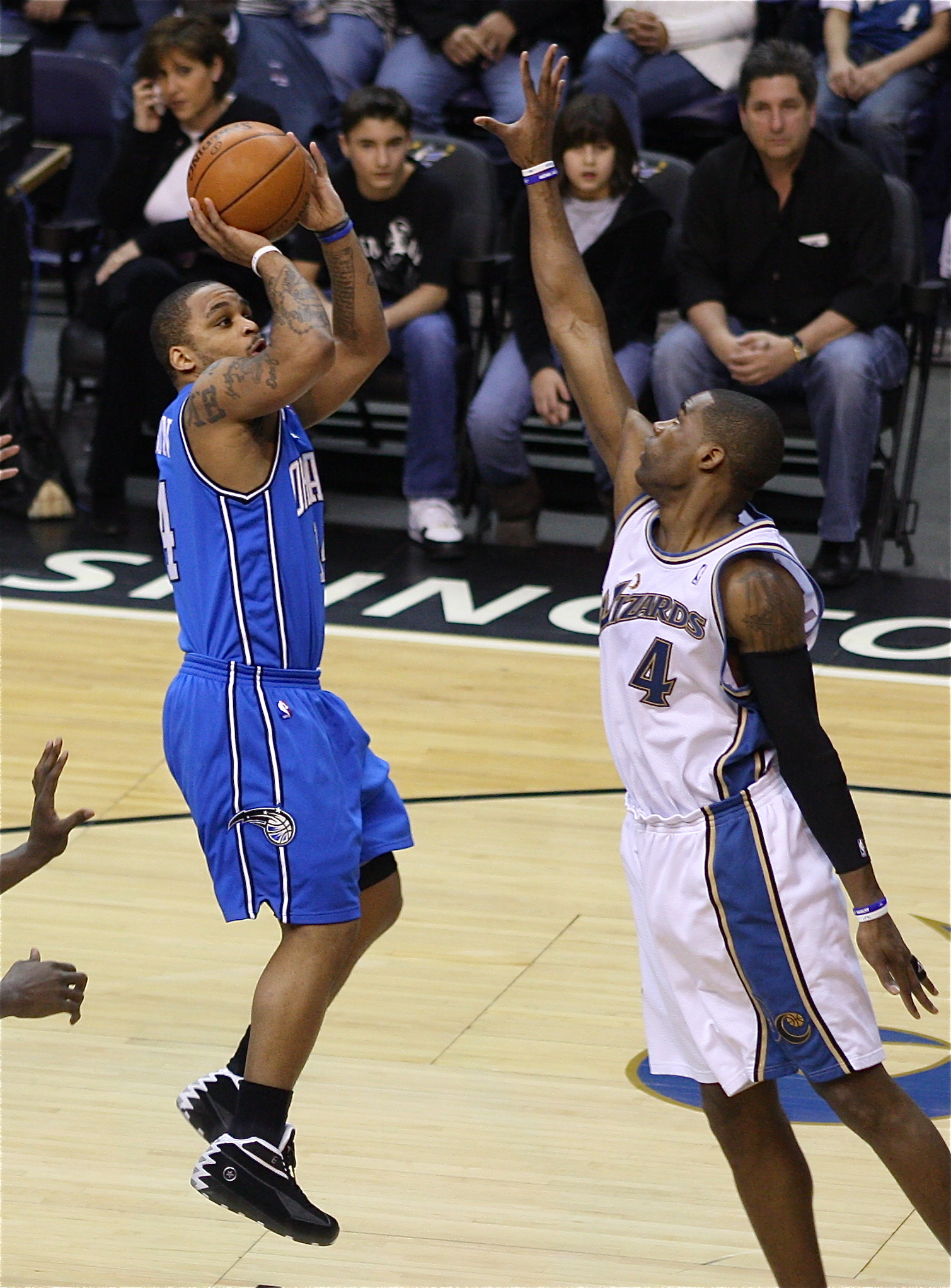
Jameer Nelson recebeu também o prêmio "Naismith College Player of the Year" em 2004.

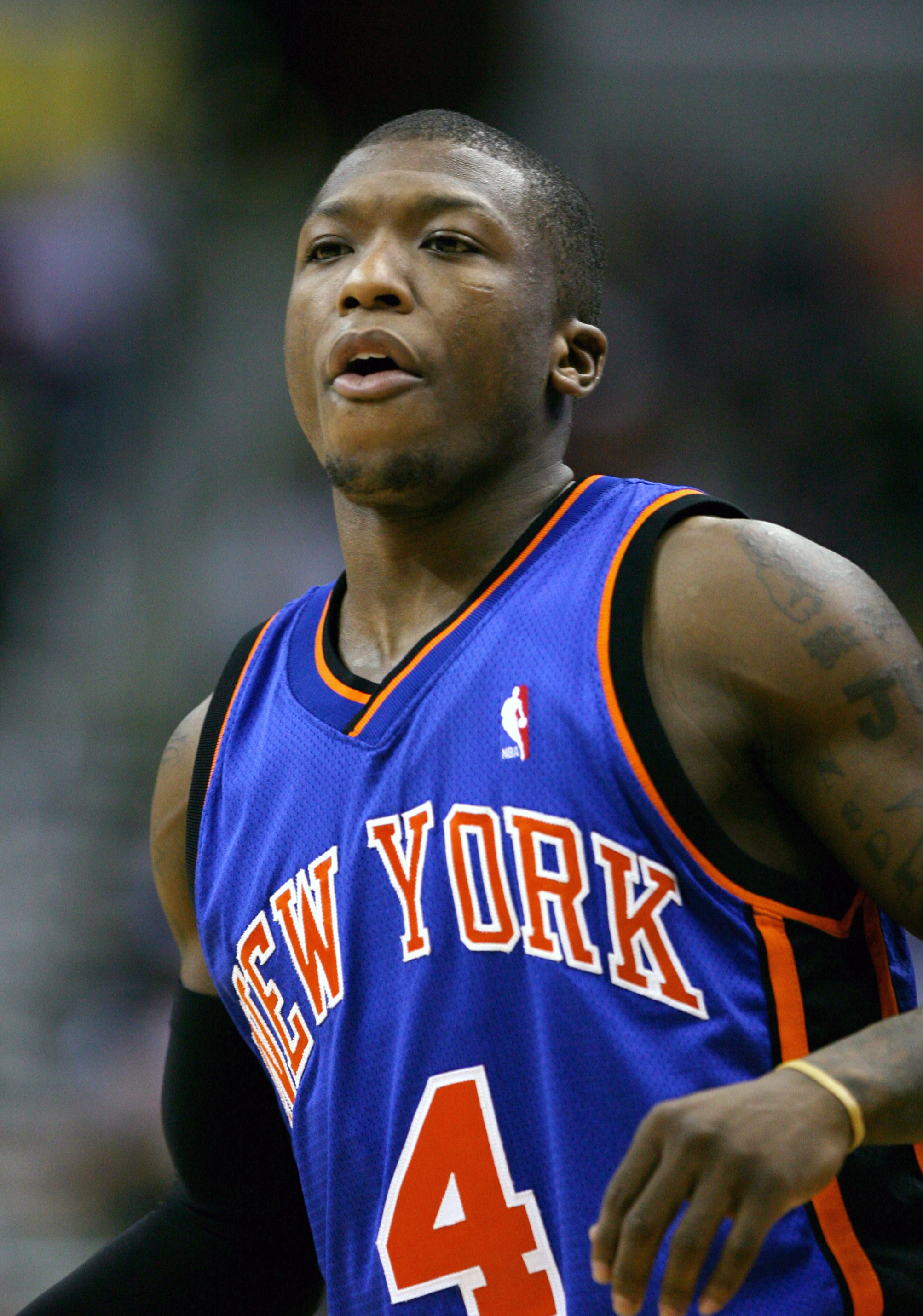
Nate Robinson - Ganhador do "Frances Pomeroy Naismith Award" em 2005 e vencedor do Slam Dunk Contest (Concurso de Enterradas) em 2006, 2009 e 2010.

| * | Ganhador também do "Naismith College Player of the Year" e/ou "John R. Wooden Award" (e/ou "Wade Trophy" para as mulheres) |

| Ano     | Jogador           | Universidade      | Estatura       |
| ------- | ----------------- | ----------------- | -------------- |
| 1968–69 | Billy Keller      | Purdue            | 5'10" (1.78 m) |
| 1969–70 | John Rinka        | Kenyon            | 5'9" (1.75 m)  |
| 1970–71 | Charles Johnson   | California        | 6'0" (1.83 m)  |
| 1971–72 | Scott Martin      | Oklahoma          |                |
| 1972–73 | Robert Sherwin    | Army              |                |
| 1973–74 | Mike Robinson     | Michigan State    |                |
| 1974–75 | Monte Towe        | N.C. State        | 5'7" (1.70 m)  |
| 1975–76 | Frank Alagia      | St. John's        |                |
| 1976–77 | Jeff Jonas        | Utah              | 6'0" (1.83 m)  |
| 1977–78 | Mike Schieb       | Susquehanna       | 5'8" (1.73 m)  |
| 1978–79 | Alton Byrd        | Columbia          | 5'9" (1.75 m)  |
| 1979–80 | Jim Sweeney       | Boston College    |                |
| 1980–81 | Terry Adolph      | West Texas State  | 5'8" (1.73 m)  |
| 1981–82 | Jack Moore        | Nebraska          |                |
| 1982–83 | Ray McCallum      | Ball State        |                |
| 1983–84 | Ricky Stokes      | Virginia          |                |
| 1984–85 | Bubba Jennings    | Texas Tech        | 5'11" (1.80 m) |
| 1985–86 | Jim Les           | Bradley           | 5'11" (1.80 m) |
| 1986–87 | Muggsy Bogues     | Wake Forest       | 5'3" (1.60 m)  |
| 1987–88 | Jerry Johnson     | Florida Southern  | 5'11" (1.80 m) |
| 1988–89 | Tim Hardaway      | UTEP              | 6'0" (1.83 m)  |
| 1989–90 | Greg "Boo" Harvey | St. John's        | 6'0" (1.83 m)  |
| 1990–91 | Keith Jennings    | ETSU              | 5'7" (1.70 m)  |
| 1991–92 | Tony Bennett      | UW–Green Bay      | 6'0" (1.83 m)  |
| 1992–93 | Sam Crawford      | New Mexico State  | 5'8" (1.73 m)  |
| 1993–94 | Greg Brown        | New Mexico        | 5'7" (1.70 m)  |
| 1994–95 | Tyus Edney        | UCLA              | 5'10" (1.78 m) |
| 1995–96 | Eddie Benton      | Vermont           | 5'10" (1.78 m) |
| 1996–97 | Brevin Knight     | Stanford          | 5'10" (1.78 m) |
| 1997–98 | Earl Boykins      | Eastern Michigan  | 5'5" (1.65 m)  |
| 1998–99 | Shawnta Rogers    | George Washington | 5'4" (1.63 m)  |
| 1999–00 | Scoonie Penn      | Ohio State        | 5'11" (1.80 m) |
| 2000–01 | Rashad Phillips   | Detroit           | 5'10" (1.78 m) |
| 2001–02 | Steve Logan       | Cincinnati        | 5'10" (1.78 m) |
| 2002–03 | Jason Gardner     | Arizona           | 5'10" (1.78 m) |
| 2003–04 | Jameer Nelson*    | Saint Joseph's    | 6'0" (1.83 m)  |
| 2004–05 | Nate Robinson     | Washington        | 5'9" (1.75 m)  |
| 2005–06 | Dee Brown         | Illinois          | 6'0" (1.83 m)  |
| 2006–07 | Tre Kelley        | South Carolina    | 6'0" (1.83 m)  |
| 2007–08 | Mike Green        | Butler            | 6'0" (1.83 m)  |
| 2008–09 | Darren Collison   | UCLA              | 6'0" (1.83 m)  |
| 2009–10 | Sherron Collins   | Kansas            | 5'11" (1.80 m) |
| 2010–11 | Jacob Pullen      | Kansas State      | 6'0" (1.83 m)  |

| Ano     | Jogadora             | Universidade          | Estatura      |
| ------- | -------------------- | --------------------- | ------------- |
| 1983–84 | Kim Mulkey           | Louisiana Tech        | 5'4" (1.63 m) |
| 1984–85 | Maria Stack          | Gonzaga               |               |
| 1985–86 | Kamie Ethridge*      | Texas                 | 5'5" (1.65 m) |
| 1986–87 | Rhonda Windham       | USC                   |               |
| 1987–88 | Suzie McConnell      | Penn State            | 5'5" (1.65 m) |
| 1988–89 | Paulette Backstrom   | Bowling Green         |               |
| 1989–90 | Julie Dabrowski      | New Hampshire College |               |
| 1990–91 | Shanya Evans         | Providence            |               |
| 1991–92 | Rosemary Kosiorek    | West Virginia         | 5'5" (1.65 m) |
| 1992–93 | Dena Evans           | Virginia              | 5'4" (1.63 m) |
| 1993–94 | Nicole Levesque      | Wake Forest           |               |
| 1994–95 | Amy Dodrill          | Johns Hopkins         |               |
| 1995–96 | Jennifer Rizzotti*   | Connecticut           | 5'6" (1.68 m) |
| 1996–97 | Jennifer Howard      | N.C. State            |               |
| 1997–98 | Angie Arnold         | Johns Hopkins         |               |
| 1998–99 | Becky Hammon         | Colorado State        | 5'6" (1.68 m) |
| 1999–00 | Helen Darling        | Penn State            | 5'6" (1.68 m) |
| 2000–01 | Niele Ivey           | Notre Dame            | 5'7" (1.70 m) |
| 2001–02 | Sheila Lambert       | Baylor                | 5'7" (1.70 m) |
| 2002–03 | Kara Lawson          | Tennessee             | 5'8" (1.73 m) |
| 2003–04 | Erika Valeki         | Purdue                | 5'6" (1.68 m) |
| 2004–05 | Tan White            | Mississippi State     | 5'7" (1.70 m) |
| 2005–06 | Megan Duffy          | Notre Dame            | 5'7" (1.70 m) |
| 2006–07 | Lindsey Harding*     | Duke                  | 5'8" (1.73 m) |
| 2007–08 | Jolene Anderson      | Wisconsin             | 5'8" (1.73 m) |
| 2008–09 | Renee Montgomery     | Connecticut           | 5'7" (1.70 m) |
| 2009–10 | Alexis Gray-Lawson   | California            | 5'8" (1.73 m) |
| 2010–11 | Courtney Vandersloot | Gonzaga               | 5'8" (1.73 m) |